# 亀山神社 (亀山市)
亀山神社（かめやまじんじゃ）は、三重県亀山市西丸町570にある神社。亀山城の西出丸跡に鎮座する。
かつては真澂神社（ますみじんじゃ）と呼ばれていた。1908年（明治41年）3月16日に大字西町字西町にある亀山皇太神社と境内にある稲荷社・幸神社・天神地祇社を合祀して亀山神社と単称することになった。

## 祭神
- 源義家公（みなもとよしいえこう）[2]
- 源義時公（みなもとよしときこう）[2]
- 石川義純公（いしかわよしずみこう）[2]
- 石川家成公（いしかわいえなりこう）[2]
- 保食神（うけもちのかみ）[2]
- 宇迦之御魂神（うかのみたまのかみ）[2]
- 天照皇大神（あまてらすおおかみ）[2]
- 猿田彦神（さるたひこのかみ）[2]
- 大名牟遅神（おおなむちのかみ、大国主）[2]
- 品陀和気命（ほむだわけのみこと）[2]
- 伊邪那美大神（いざなみおおみかみ、伊弉冉尊）[2]
- 市杵嶋姫命（いちきしまひめのみこと）[2]

ほか

## 歴史

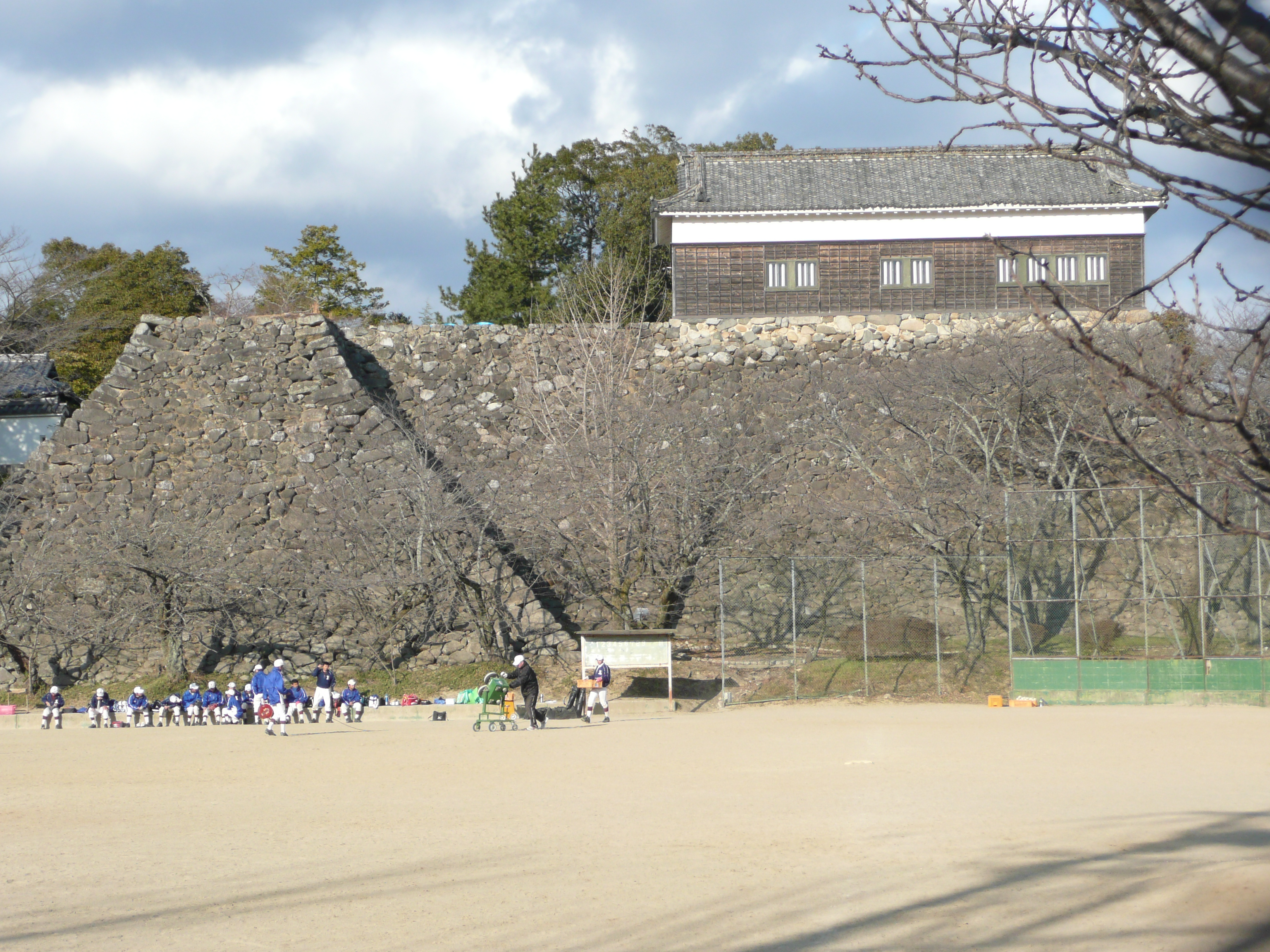
亀山城

### 城内にあった時代
1744年（延亭元年）、石川総慶が備中松山城から亀山城に入城した際、場内に小さな祠を設置して以来、亀山城内に鎮座して真澂神社（ますみじんじゃ）として崇拝された。
1871年（明治4年）2月、亀山城の北に位置する若山に遷された。1873年（明治6年）の廃城令後には城郭の大部分が破却され、残るのは多聞櫓・石垣・堀の一部のみとなった。1876年（明治9年）亀山城内の旧本丸に再び遷った。同年に村社に列せられたが、1881年（明治14年）4月4日には郷社に列せられた。
1899年（明治32年）には亀山演武場が亀山神社の境内に移築された。

### 合祀と改称
1907年（明治40年）11月8日には北山の北山神社、南野村の稲荷神社、その境内にある飯成社と山神社、岩谷の三池神社、松本の八幡社を合祀し、11月24日には杉前の神明社、下垣内の山神社、岩谷の山神社、今渡の白山神社を合祀し、12月1日には古城の三祇神社、江ヶ室の稲荷社を合祀した。
1908年（明治41年）3月16日には西町の郷社である亀山皇太神社、その境内にある稲荷社と幸神社と天神地祇社を合祀し、社号を亀山神社に改めた。同年7月20日には現在地の西丸町570番に遷座した。
1908年（明治41年）5月4日には上野垣内の真木尾神社を合祀し、7月22日には宮之前の春日八幡神社、その境内にある若宮神社を合祀し、7月29日には宮ノ垣内の横倉神社、その境内にある八幡神社を合祀した。

## 境内
- 社殿
- 社務所
- 大久保神官家棟門 - 江戸時代竣工。忍山神社の神官である大久保但馬守の邸宅にあった門である。1955年（昭和30年）2月19日、亀山市指定文化財に指定された[4]。
- 宝篋印塔基礎部 - 鎌倉時代建立。1952年（昭和27年）6月18日、亀山市指定文化財に指定された[4]。
- 「山崎雪柳軒遺剣之碑」 - 1899年（明治32年）10月、赤心社門人によって境内に山崎雪柳軒の遺剣が埋設され、その上に石碑が建立された[5]。

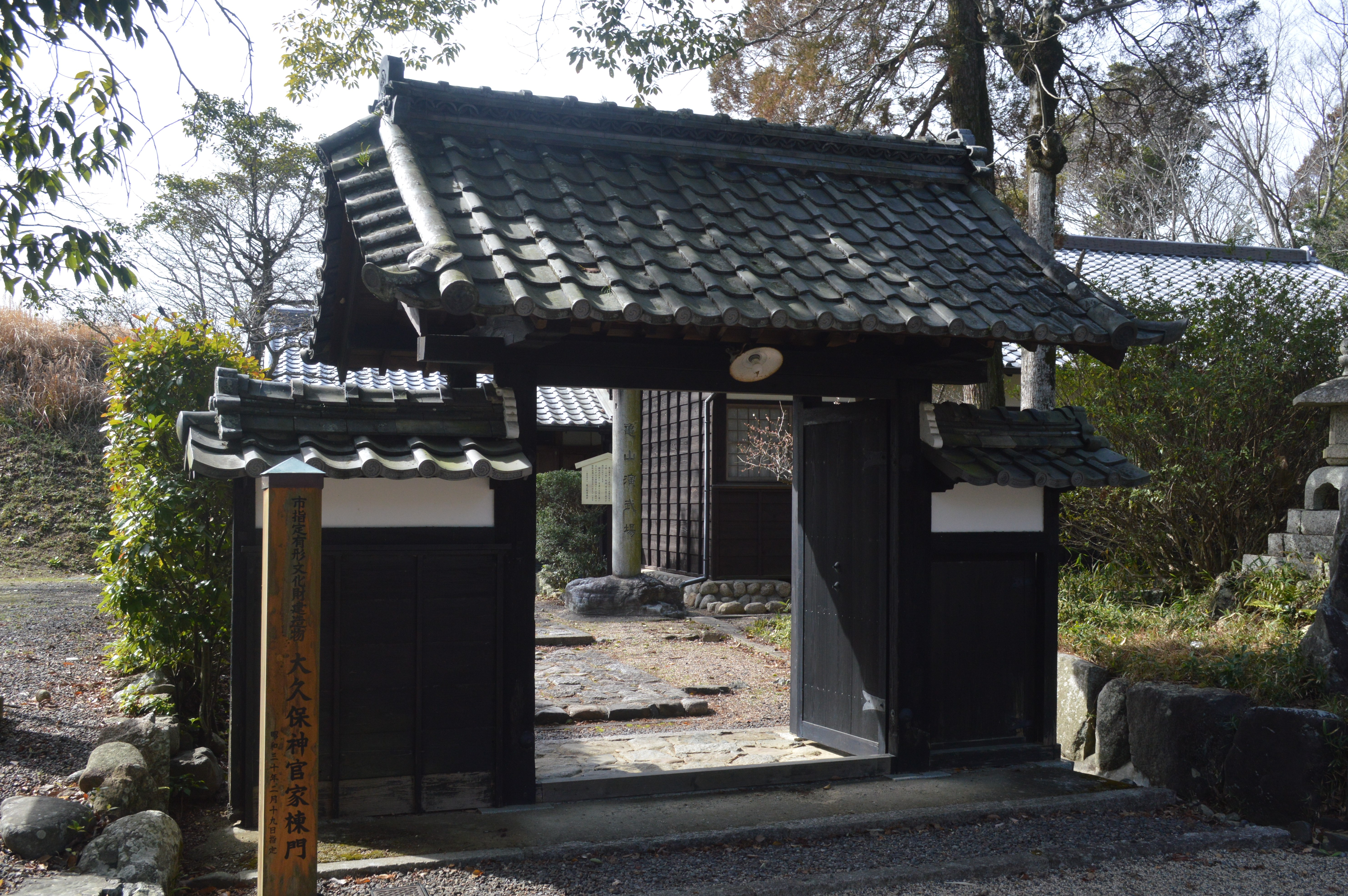
大久保神官家棟門
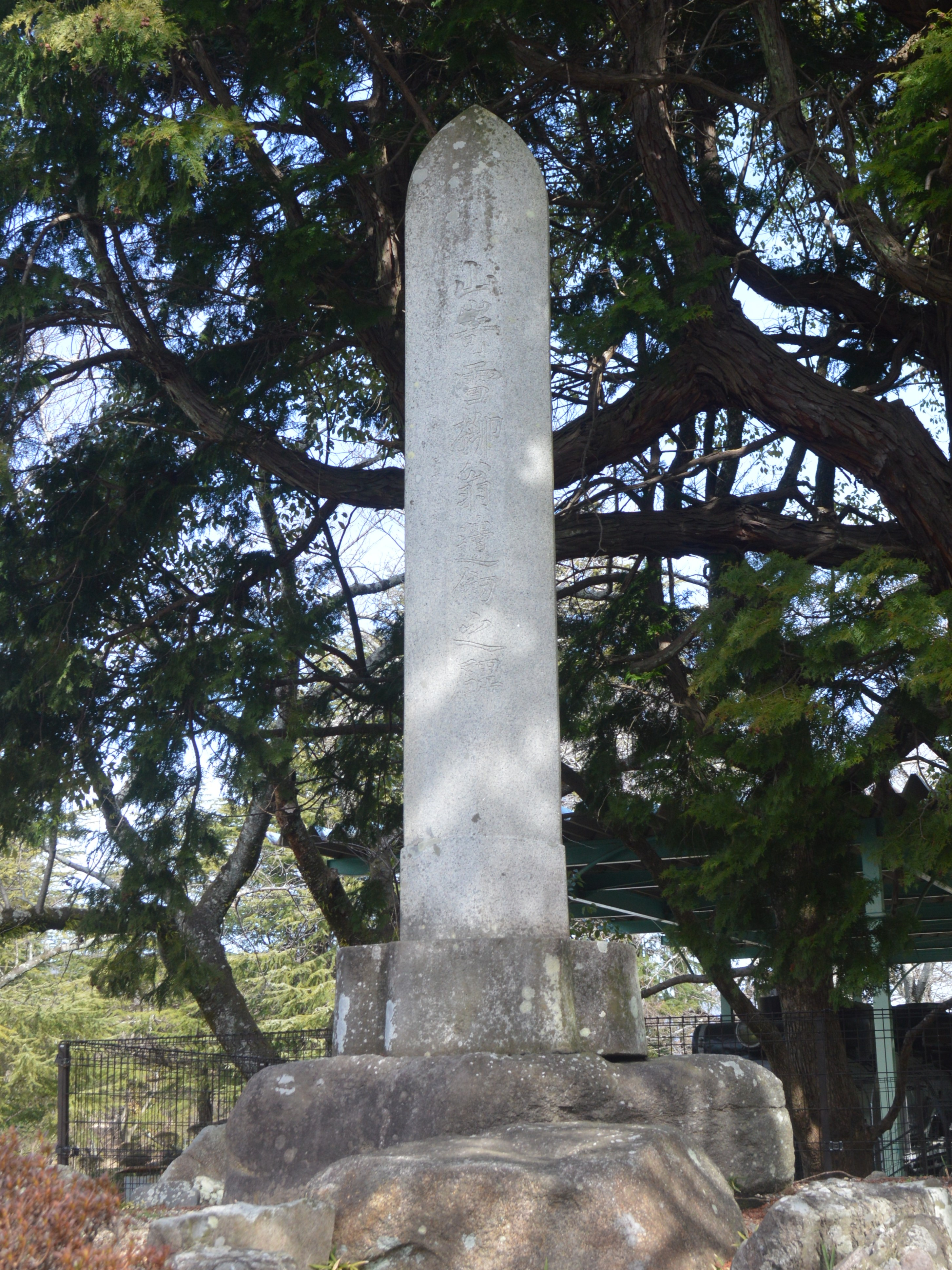
「山崎雪柳軒遺剣之碑」

### 亀山演武場

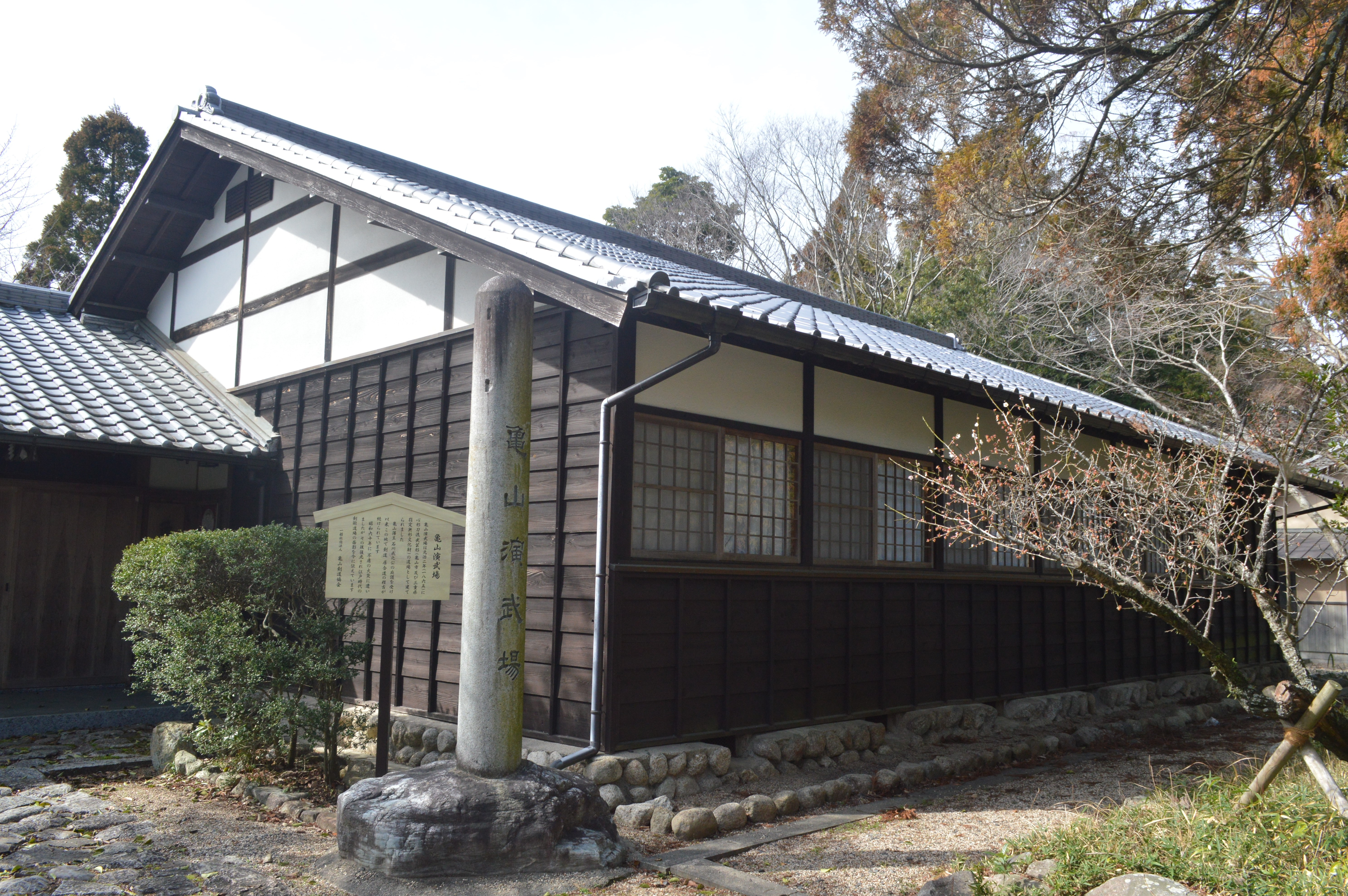
亀山演武場

山崎雪柳軒は文政11年（1828年）に伊勢亀山藩江戸藩邸で生まれた剣士である。伊庭軍兵衛に心形刀流の免許皆伝を受け、元治2年（1865年）には伊勢亀山藩主の石川総脩の許可を得て、南野村に心形刀流武芸形の道場として亀山演武場を建てた。江戸時代初期の天和2年（1682年）、伊庭秀明（伊庭是水軒秀明）が創始した武道の流派が心形刀流である。
山崎雪柳軒は廃藩後にも私費で亀山演武場の運営を継続し、1879年（明治12年）には維持のために赤心社が設立された。1882年（明治15年）には門人らが亀山演武場を旧二の丸に移築し、その後亀山神社の境内に移築した。山崎雪柳軒は1885年（明治18年）から1892年（明治25年）まで東国の道場を訪ねて研鑽に励み、1892年（明治25年）に亀山演武場を高弟の市川権平に譲ると、1893年（明治26年）9月25日に割腹自刃した。1899年（明治32年）10月、門弟らによって遺剣碑が建立された。
1975年（昭和50年）3月27日には亀山藩御流儀心形刀流武芸形が三重県指定無形文化財に指定されている。亀山演武場は1985年（昭和60年）1月に焼失したが、その後復元された。心形刀流は心形刀流保存赤心会（せきしんかい）によって亀山市のみに継承され、年初には神事の武徳祭が催されている。

### 明治天皇行在所

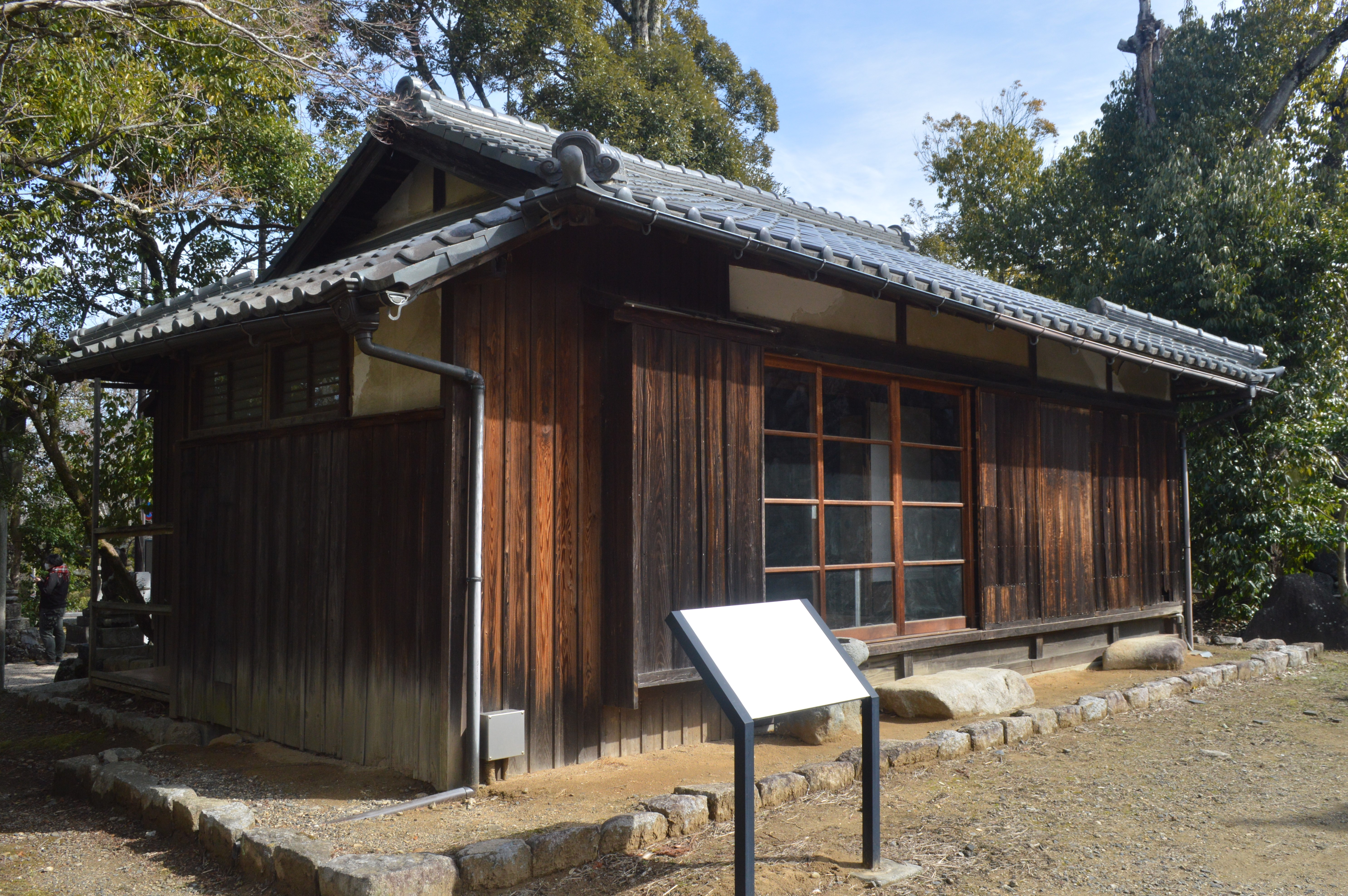
明治天皇行在所

1880年（明治13年）には明治天皇が三重県を巡幸し、7月10日には亀山町東町の藤屋旅館を行在所として名古屋・大阪両鎮台対抗演習を統監した。行在所の一部はまず井尻町に移築され、1935年（昭和10年）に亀山町立亀山小学校（現・亀山市立亀山西小学校）に移築された。
1939年（昭和14年）に三重県指定史跡に指定され、1951年（昭和26年）には亀山市指定文化財（建造物）となった。1957年（昭和32年）に亀山城多門櫓の石垣北側に移築された。

### 山崎翁（山崎重樹）歌碑

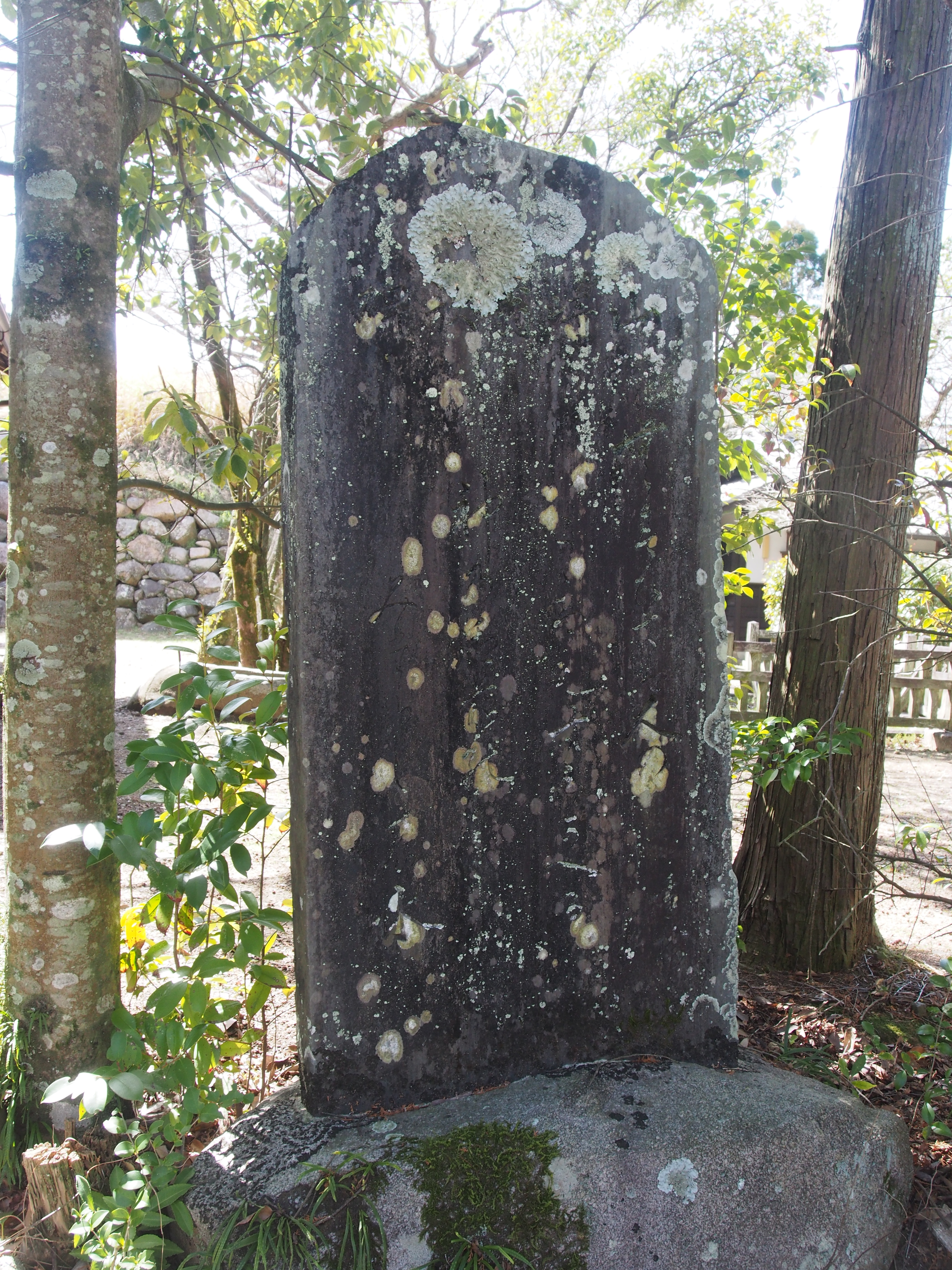
山崎翁（山崎重樹）歌碑

亀山蓬莱社は明治30年代前半から1941年（昭和16年）まで活動していた短歌結社である。創設者は山崎重樹。亀山神社社務所で毎月例会が持たれた。佐々木弘綱・近藤鐸山等による旧派和歌を源流としている。会員は亀山以外に、松阪、豊橋、京都、伊豆、讃岐など広範囲に及んだ。機関誌は持たず新聞や他の結社の機関誌に投稿を行っていた。
1928年（昭和3年）2月、創設者である山崎重樹が死去、1929年（昭和4年）2月13日、会員は亀山神社に山崎翁歌碑を建立し、業績を顕彰した。
1941年（昭和16年）、残っていた会員により、亀山神社の元の名前である眞澄神社から「眞澄」と結社の名前を改名し、亀山蓬莱社としての活動は終了した。

## 祭事
- 1月1日から3日 - 獅子舞[2]
- 10月14日 - かんこ踊[2]
- 1月15日 - 心形刀流居合道[2]
- 5月3日 - 稚子祭[2]

## 宝物

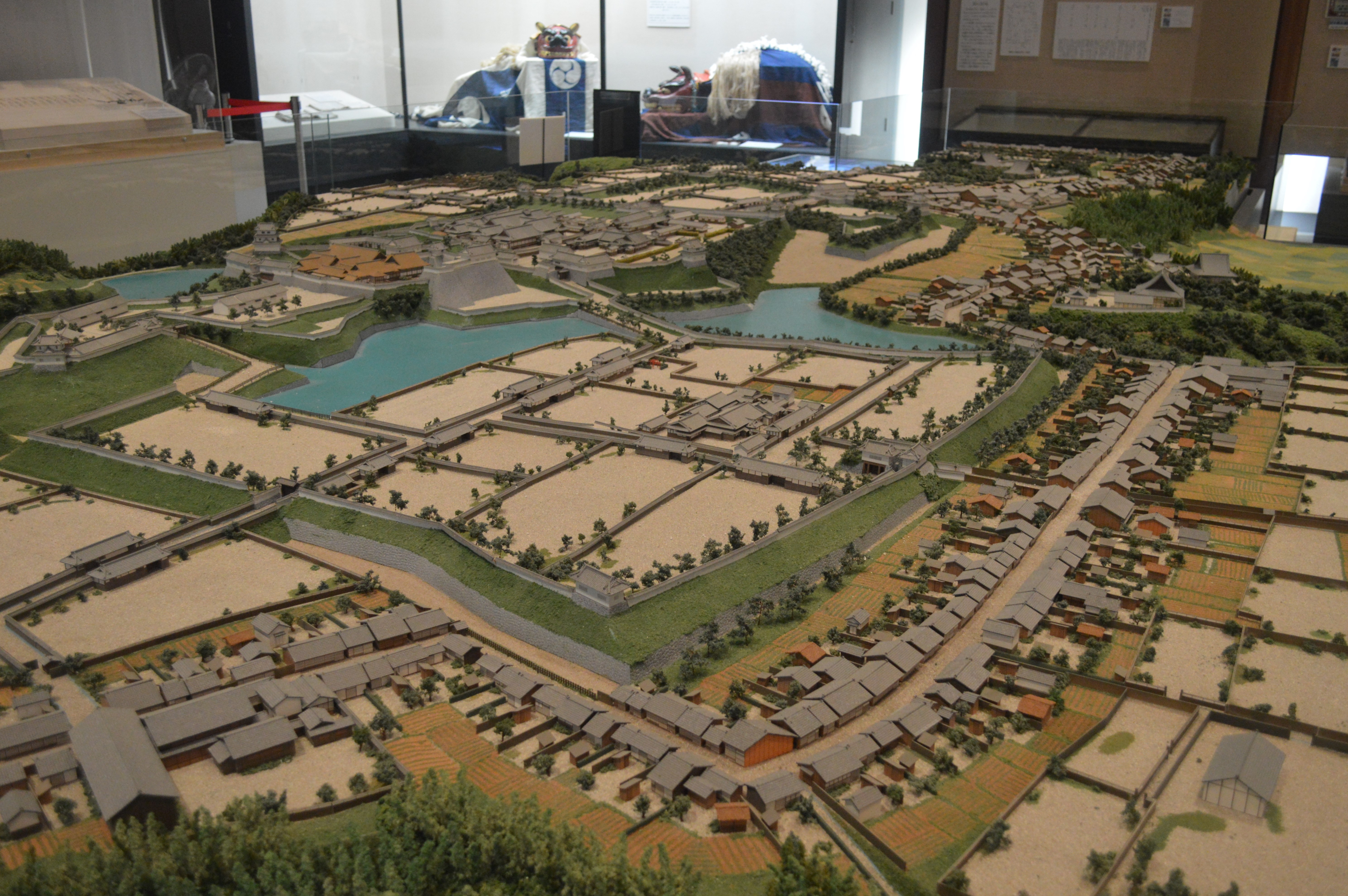
亀山市歴史博物館

1994年（平成6年）10月に亀山市歴史博物館が開館し、亀山神社の宝物が寄託された。宝物の多くは伊勢亀山藩主の石川家に縁がある品々である。2004年（平成16年）には亀山市歴史博物館で開館10周年記念特別展『亀山神社の宝物』が開催された。

### 刀剣
太刀
- 銘 則包（のりかね） - 鎌倉時代。刃文は小丁子・子乱。

刀
- 無銘 - 江戸末期。刃文は互の目。
- 銘 水戸白旗山住徳兼（みとしらはたやまじゅうのりかね）  - 刃文は直刀。万延元年（1860年）6月。

枕刀
- 無銘 - 刃文は直刀。江戸時代。

長刀直し
- 無銘 - 刃文は焼き幅の広い丁字刀。室町時代。

脇差
- 無銘 - 刃文は尖り互の目。
- 銘 手柄山甲斐守正繁（てがらやまかいのかみまさしげ） - 刃文は濤乱刃。江戸後期。

短刀
- 銘 越後国行光（えちごのくにゆきみつ） - 刃文は細直刀。室町時代。
- 銘 千子正義作（せいごまさよしさく） - 刃文は足のよく入った互の目。明治時代。
- 無銘 - 刃文は小乱。室町末期。
- 銘 吉光（よしみつ） - 刃文は直刀。

## 文化財

### 市指定文化財

#### 宝篋印塔の台石

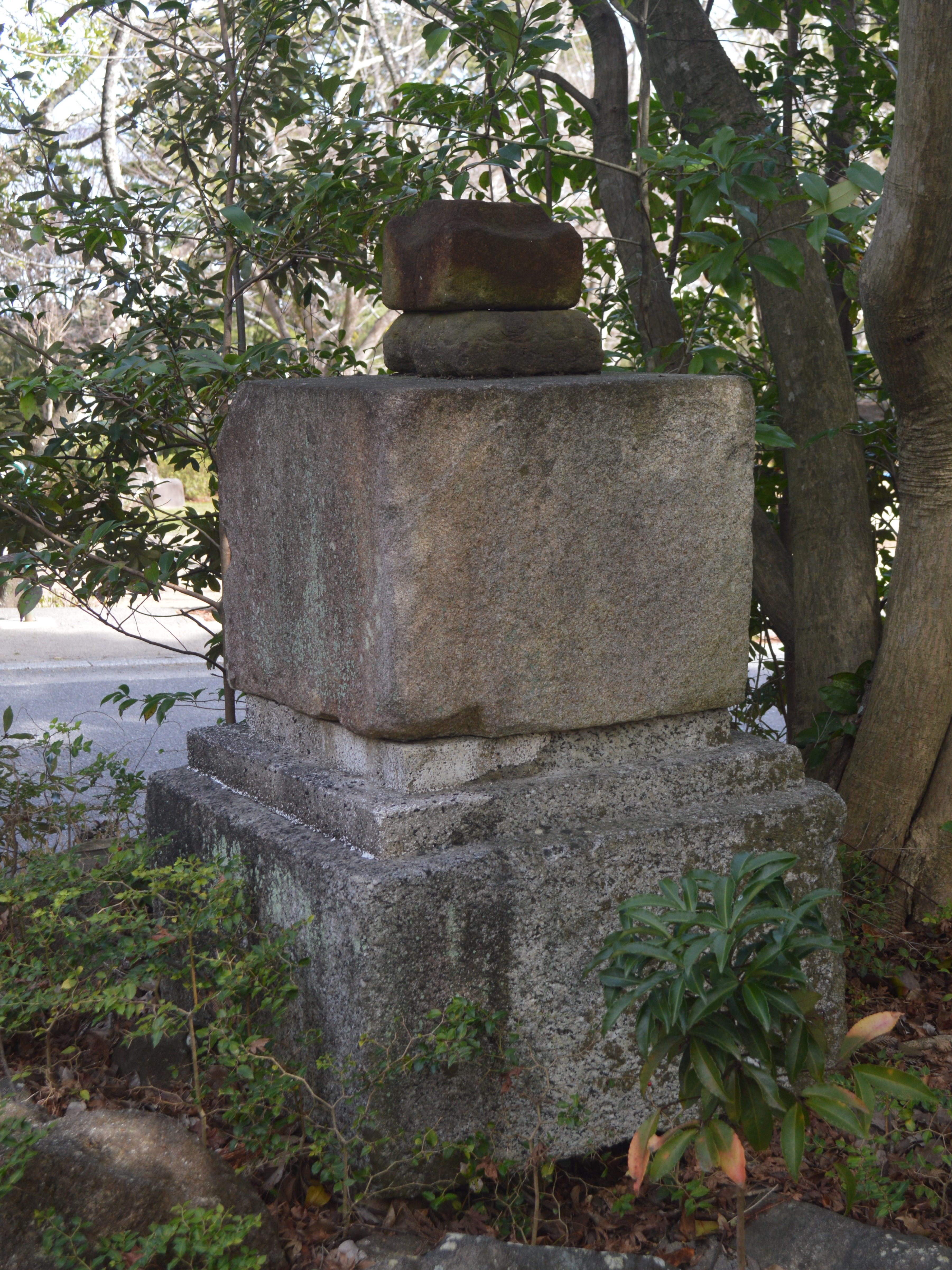
宝篋印塔の台石

亀山神社二の鳥居の北側にある宝篋印塔である。1951年（昭和26年）、亀山町立亀山小学校（現・亀山市立亀山西小学校）運動場拡張工事の際に取り壊された本丸の石垣から発掘された。1952年（昭和27年）6月18日、亀山市文化財に指定された。高さ53センチ、幅と奥行きは77センチ。銘文は以下のようになっている。

#### 亀山神社の神スギ
亀山神社の拝殿の北側にあり、1959年（昭和34年）12月8日には亀山市文化財に指定された。かつては幹回り約4メートルの大木が3本あったが、1975年（昭和50年）には樹勢が弱まった2本が伐採された。拝殿近くにも樹齢約600年の大木があったが、1973年（昭和48年）に枯死した。

#### 大久保神官家棟門
忍山神社の神官である大久保但馬守の邸宅にあった門である。1955年（昭和30年）2月19日、亀山市文化財に指定された。

## 現地情報
所在地
- 519-0159 三重県亀山市西丸町570

交通アクセス
- 東海旅客鉄道（JR東海）・西日本旅客鉄道（JR西日本）関西本線・紀勢本線「亀山駅」から徒歩約15分
- 東名阪自動車道亀山インターチェンジから車で約15分